# Andrea Mead Lawrence
Andrea Mead Lawrence, ameriška alpska smučarka, * 19. april 1932, Rutland, Vermont, ZDA, † 30. marec 2009, Mammoth Lakes, Kalifornija, ZDA.
Andrea Mead Lawrence je nastopila na zimskih olimpijskih igrah v letih 1948 v St. Moritzu, 1952 v Oslu in 1956 v Cortini d'Ampezzo. Največji uspeh je dosegla na igrah leta 1952, ko je osvojila naslova olimpijske prvakinje v slalomu in veleslalomu. Hkrati je osvojila tudi naslova svetovne prvakinje, ker so olimpijske igre štele tudi za svetovno prvenstvo. Na igrah leta 1948 je najboljšo uvrstitev dosegla z osmim mestom na slalomu, leta 1956 pa je osvojila četrto mesto v veleslalomu.